# Осуалдо Гуаясамин
Осуалдо Гуаясамин (на испански: Oswaldo Guayasamín) е еквадорски художник и скулптор. Получава международно признание за творбите си, в които изобразява социалното неравенство, политическото потисничество, расизма и бедността из голяма част от Латинска Америка.

## Биография
Роден е в Кито, столицата на Еквадор, на 6 юли 1919 г. Баща му е местен, а майка му — метис. Завършва училището за изящни изкуства в Кито като художник и скулптор. Открива своята първа изложба през 1942 г., когато е на 23 години. През 1948 г. печели първа награда на еквадорския Salón Nacional de Acuarelistas y Dibujantes. През 1955 г., когато е на 36, печели първа награда на третото испано-американско биенале за изкуство, а през 1957 г. е избран за най-добър южноамерикански художник на четвъртото биенале в Сао Пауло.
Последните творби на Гуаясамин са открити лично от него в Люксембургския дворец в Париж и в Ледения дворец в Буенос Айрес през 1995 г. В Кито Гуаясамин изгражда музей, където помества своите произведения. Умира на 10 март 1999 г.